# Melis Sezen
Melis Sezen (Silivri, 2 de enero de 1997) es una actriz, bailarina y modelo turca, conocida por interpretar el papel de Derin Güçlü en la serie Sadakatsiz.

## Biografía
Melis Sezen nació el 2 de enero de 1997 en el distrito de Silivri, en la provincia de Estambul (Turquía), de madre que emigró de Tesalónica, en el Imperio otomano y de padre Cüneyt Sezen, de origen inmigrante albanés-macedonio; tiene un hermano menor que se llama Polat. Nacida y criada en una familia de emprendedores, además de turco, habla inglés con fluidez. En una entrevista, afirmó que su familia la apoyó en su decisión de comenzar a trabajar como actriz de teatro, y en otra entrevista agregó que fue su madre quien descubrió su interés por la actuación y se inscribió ella en el Müjdat Gezen Art Center.

## Carrera
Melis Sezen recibió educación teatral desde los doce años y recibió educación teatral durante un año en el Müjdat Gezen Art Center. Completó su educación secundaria en Selimpaşa Atatürk Anatolian High School. Obtuvo un papel en la obra Cümbüş-ü Hospital en el teatro Ali Solmaz en Silivri. Más tarde continuó su educación universitaria y se graduó en el departamento de medios y artes visuales de la Universidad Koç.
En 2016, interpretó el papel de Yasemin en la serie emitida en Show TV Arkadaşlar İyidir. En 2016 y 2017 interpretó el papel de Asya Turan en la serie emitida en Star TV Hayat Bazen Tatlıdır. En 2017 y 2018 interpretó el papel de Ebru en la serie emitida en Star TV Siyah İnci.
En 2018 interpretó el papel de Aylin en la película Tilki Yuvası dirigida por Umut Burçin Gülseçgin. En el mismo año interpretó el papel de Esra Atman en la película Bizim İçin Şampiyon dirigida por Ahmet Katıksız. Al año siguiente, en 2019, interpretó el papel de Gizem en la película Dünya Hali dirigida por Ömer Can. En el mismo año interpretó el papel de Beren en la película Mucize 2: Aşk dirigida por Mahsun Kırmızıgül. También en 2019, ocupó el papel de Burcu en la serie web de YouTube İçten Sesler Korosu.
En 2019 interpretó el papel de Yasemin Adıvar Yenilmez en la serie emitida en Kanal D Leke. En el mismo año fue elegida para interpretar el papel de Deren Kutlu en la serie emitida en Star TV Sevgili Geçmiş y donde actuó junto a actrices como Ece Uslu, Sevda Erginci, Elifcan Ongurlar y Özge Özacar. Al año siguiente, en 2020, interpretó el papel de Nazan Hanım en la serie emitida en TRT 1 Ya İstiklal Ya Ölüm. En el mismo año ocupó el papel de Merve en la película Kovala dirigida por Burak Kuka.
De 2020 a 2022 interpretó el papel estelar de Derin Güçlü Arslan en la serie Sadakatsiz. En el 2021 interpretó el papel de Hayat Kadını en la serie web de Netflix Fatma. En el mismo año participó en el comercial de Turkcell. También en 2021 protagonizó la película Tilki Yuvasi dirigida por Umut Burçin Gülseçgin. En 2022 fue jueza en el programa de televisión emitido en Fox Maske Kimsin Sen? y participó en el programa de televisión emitido en TV8 O Ses Türkiye Yılbaşı Özel.  En el mismo año interpretó el papel de Alex en la película Masha's Mushroom dirigida por White Cross. En el 2023 protagonizó en el papel de Alex en la serie web de Disney+ Nomen. En el mismo año fue elegida para interpretar el papel principal de Deva Nakkaşoğlu en la serie Gülcemal emitida por Now , junto al actor Murat Ünalmış. En el 2024 interpretó el papel de Mediha Boler en la película Bir Cumhuriyet Şarkısı dirigida por Yağız Alp Akaydın.
En el mismo año 2024 fue elegida como protagonista de la película Şımarık en el papel de Asena junto a Kerem Bürsin. En agosto se confirmó como protagonista estelar de la serie de televisión Deha producida por AyYapim intepretando al personaje de Imre Kilvicim al lado de Aras Bulut İynemli y Taner Ölmez. 

## Filmografía

### Cine
| Año  | Título                 | Personaje    | Director              |
| ---- | ---------------------- | ------------ | --------------------- |
| 2018 | Tilki Yuvası           | Aylin        | Umut Burçin Gülseçgin |
| 2018 | Bizim İçin Şampiyon    | Esra Atman   | Ahmet Katıksız        |
| 2019 | Dünya Hali             | Gizem        | Ömer Can              |
| 2019 | Mucize 2: Ask          | Beren        | Mahsun Kırmızıgül     |
| 2020 | Kovala                 | Merve        | Burak Kuka            |
| 2021 | Tilki Yuvasi           |              | Umut Burçin Gülseçgin |
| 2022 | Masha's Mushroom       | Alex         | White Cross           |
| 2024 | Bir Cumhuriyet Şarkısı | Mediha Boler | Yağız Alp Akaydın     |
| 2024 | Şımarık                | Asena        | Onur Ünlü             |

### Televisión
| Año         | Título               | Personaje               | Cadeña  | Notas        |
| ----------- | -------------------- | ----------------------- | ------- | ------------ |
| 2016        | Arkadaşlar İyidir    | Yasemin                 | Show TV | 10 episodios |
| 2016-2017   | Hayat Bazen Tatlıdır | Asya Turan              | Star TV | 26 episodios |
| 2017-2018   | Siyah İnci           | Ebru                    | Star TV | 20 episodios |
| 2019        | Leke                 | Yasemin Adıvar Yenilmez | Kanal D | 9 episodios  |
| 2019        | Sevgili Geçmiş       | Deren Kutlu             | Star TV | 8 episodios  |
| 2020        | Ya İstiklal Ya Ölüm  | Nazan Hanim             | TRT 1   | 12 episodios |
| 2020-2022   | Sadakatsiz           | Derin Güçlü             | Kanal D | 60 episodios |
| 2023        | Gülcemal             | Deva Nakkaşoğlu         | Fox     | 13 episodios |
| 2024 - 2025 | Deha                 | Imre Kıvılcım (Karan)   | Show TV | 31 episodios |

### Web TV
| Año  | Título              | Personaje    | Plataforma | Notas        |
| ---- | ------------------- | ------------ | ---------- | ------------ |
| 2019 | İçten Sesler Korosu | Burcu        | YouTube    | 2 episodios  |
| 2021 | Fatma               | Hayat Kadını | Netflix    | 1 episodio   |
| 2023 | Nomen               | Duru         | Disney+    | ¿? episodios |

## Programas de televisión
| Año  | Título                     | Cadeña | Role               |
| ---- | -------------------------- | ------ | ------------------ |
| 2022 | Maske Kimsin Sen?          | Fox    | Jurado             |
| 2022 | O Ses Türkiye Yılbaşı Özel | TV8    | Estrellas invitada |

## Comerciales
| Año  | Título   |
| ---- | -------- |
| 2021 | Turkcell |

## Premios y reconocimientos
| Año  | Premio                            | Categoría                               | Trabajo       | Resultado |
| ---- | --------------------------------- | --------------------------------------- | ------------- | --------- |
| 2020 | International İzmit Film Festival | Mejor actriz de reparto en una película | Mucize 2: Ask | Nominada  |
| 2021 | Pantene Golden Butterfly Awards   | Estrella en ascenso                     |               | Ganadora  |
| 2021 | Turkey Youth Awards               | Mejor actriz de película                | Mucize 2: Ask | Nominada  |